# Phil Read
Pour les articles homonymes, voir Read.
Phillip William Read, dit Phil Read, né le 1er janvier 1939 à Luton (Angleterre) et mort le 6 octobre 2022 à Canterbury, est un pilote britannique de vitesse moto. 
Il fut, 28 ans avant Valentino Rossi, le premier à remporter le championnat du monde de vitesse moto dans les catégories 125 cm3, 250 cm3 et 500 cm3.

## Biographie
En 1964, Phil Read offre à Yamaha son premier titre de champion du monde (catégorie 250 cm3). Il est à nouveau champion du monde 250 cm3 en 1965.
En 1968, Yamaha voulait qu'il se consacre à la catégorie 125 cm3 et réservait le titre 250 cm3 à Bill Ivy. Mais une fois le titre assuré en 125 cm3, Phil Read ne respecta pas les consignes de l'usine et « vola » le titre à Bill Ivy. Il ne fut alors plus jamais engagé par un team d'usine japonais.
En 1971, il est champion du monde 250 cm3 pour la quatrième fois au guidon d'une Yamaha privée.
Des investissements malheureux (alors qu'il avait amassé quelques solides économies), en particulier dans la compagnie de car-ferries desservant l'île de Jersey, l'empêchent de prendre sa retraite de coureur.
Engagé par l'usine MV Agusta en 1972, il remporte le championnat du monde 500 cm3 en 1973 et 1974, dernière année jusqu'à 2002 où un quatre temps gagna le titre. En 1973, lors d'un incident très controversé sur le circuit finlandais d'Imatra, il « offre » le titre mondial des 350 cm3 à son coéquipier Giacomo Agostini en faisant chuter (sans gravité) le pilote d'usine Yamaha Teüvo (teppi) Lansivüori au cours d'un freinage limite à l'entrée d'un virage en épingle alors que celui-ci, leader au Championnat du monde, pouvait terminer en assurant seulement une place d'honneur.

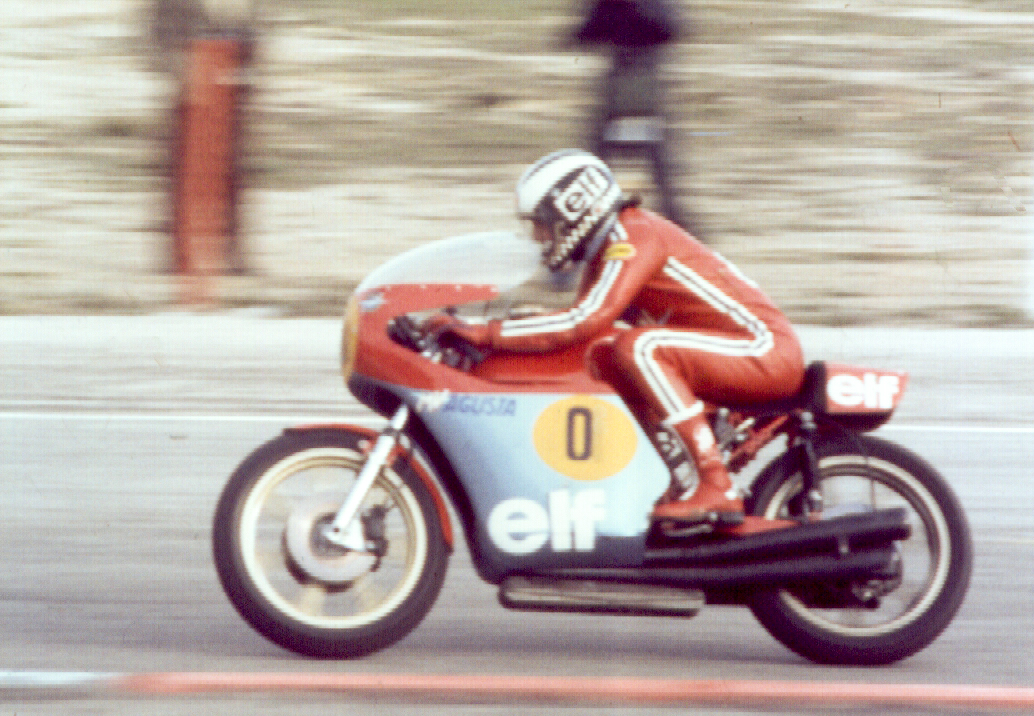
Sur 500 cm3 MV Agusta avec un surprenant n° zéro au Grand Prix moto de France 1975.

En 1975, il termine deuxième du championnat du monde 500 cm3 derrière Giacomo Agostini.
Réalisant que l'avenir est désormais aux machines à moteur deux temps, il s'engage au guidon d'une Suzuki en 1976 qui sera sa dernière année en championnat du monde. Il totalise alors 52 victoires en grands prix (10 en 125 cm3, 27 en 250 cm3, 4 en 350 cm3, 11 en 500 cm3).
En 1977, il remporte sur l'Île de Man le Formula 1 TT (en) avec une Honda, ce qui constitue son huitième titre de champion du monde.
Sa dernière course internationale a lieu au Tourist Trophy en 1982, à l'âge de 43 ans.
La FIM l'a nommé légende du MotoGP en 2002.
Phil Read poursuit sa passion au guidon d'une Paton.

## Résultats en championnat du monde
| Année | Catégorie | Classement | Constructeur       | Victoires |
| ----- | --------- | ---------- | ------------------ | --------- |
| 1962  | 500 cm3   | 3e         |                    |           |
| 1963  | 250 cm3   | 10e        | Yamaha             | 0         |
| 1964  | 125 cm3   | 8e         | Yamaha             | 0         |
| 1964  | 250 cm3   | 1er        | Yamaha             | 5         |
| 1964  | 350 cm3   | 6e         | AJS                | 0         |
| 1964  | 500 cm3   | 3e         | Matchless / Norton | 1         |
| 1965  | 125 cm3   | 10e        | Yamaha             | 1         |
| 1965  | 250 cm3   | 1er        | Yamaha             | 7         |
| 1965  | 350 cm3   | 9e         | Yamaha             | 0         |
| 1966  | 125 cm3   | 4e         | Yamaha             | 1         |
| 1966  | 250 cm3   | 2e         | Yamaha             | 0         |
| 1966  | 350 cm3   | 8e         | Yamaha             | 1         |
| 1967  | 125 cm3   | 2e         | Yamaha             | 2         |
| 1967  | 250 cm3   | 2e         | Yamaha             | 4         |
| 1968  | 125 cm3   | 1er        | Yamaha             | 6         |
| 1968  | 250 cm3   | 1er        | Yamaha             | 5         |
| 1969  | 250 cm3   | 13e        | Yamaha             | 1         |
| 1969  | 350 cm3   | 13e        | Yamaha             | 1         |
| 1971  | 250 cm3   | 1er        | Yamaha             | 3         |
| 1972  | 250 cm3   | 4e         | Yamaha             | 2         |
| 1972  | 350 cm3   | 5e         | MV Agusta          | 1         |
| 1973  | 350 cm3   | 3e         | MV Agusta          | 0         |
| 1973  | 500 cm3   | 1er        | MV Agusta          | 4         |
| 1974  | 500 cm3   | 1er        | MV Agusta          | 4         |
| 1975  | 500 cm3   | 2e         | MV Agusta          | 2         |
| 1976  | 500 cm3   | 10e        | Suzuki             | 0         |

## Victoires au Tourist Trophy
| Année | Catégorie                 | Constructeur | Moyenne (km/h) |
| ----- | ------------------------- | ------------ | -------------- |
| 1961  | Junior (350 cm³)          | Norton       | 153,06         |
| 1965  | Lightweight 125 (125 cm³) | Yamaha       | 151,73         |
| 1967  | Lightweight 125 (125 cm³) | Yamaha       | 156,88         |
| 1968  | Lightweight 125 (125 cm³) | Yamaha       | 159,52         |
| 1971  | Lightweight 250 (250 cm³) | Yamaha       | 157,75         |
| 1972  | Lightweight 250 (250 cm³) | Yamaha       | 160,42         |
| 1977  | Senior (500 cm³)          | Suzuki       | 172,15         |
| 1977  | Formula One               | Honda        | 156,14         |

## Palmarès
- Champion du monde 250 cm3 en 1964, 1965, 1968, 1971
- Champion du monde 125 cm3 en 1968
- Champion du monde 500 cm3 en 1973 et 1974
- 52 victoires (dix en 125 cm3, vingt-sept en 250 cm3, quatre en 350 cm3, onze en 500 cm3)
- 36 meilleurs tours en course en Championnats du monde
- Vainqueur du Formula 1 TT (en) sur l'île de Man en 1977 et, de fait, champion du monde pour la 8ème fois car, en dédommagement pour la perte du statut de manche britannique du Championnat du Monde, la FIM a attribué un titre mondial au vainqueur du TT.

## Distinctions
- Ordre de l'Empire britannique à titre civil
- MotoGP Legend décerné en 2002